# Bogdan Lesiński
Bogdan Lesiński (ur. 5 maja 1922 w Czarnkowie nad Notecią, zm. 30 marca 2001) – polski prawnik, historyk prawa, profesor nauk prawnych, profesor zwyczajny Wydziału Prawa i Administracji Uniwersytetu im. Adama Mickiewicza w Poznaniu.

## Życiorys
Był synem Antoniego Lesińskiego, adwokata, i Walerii z domu Ziętkowskiej, gospodyni domowej. Odbył naukę w liceum w Chojnicach. Walczył w wojnie obronnej Polski w 1939, znalazł się w niewoli niemieckiej, z której powrócił pod koniec 1939. W grudniu tego samego roku został wysiedlony wraz z rodziną do Generalnego Gubernatorstwa. W okresie okupacji pracował jako robotnik. Od grudnia 1944 do lutego 1946 służył w Ludowym Wojsku Polskim.
W 1946 zdał egzamin maturalny. W tym samym roku rozpoczął studia na Wydziale Prawno-Ekonomicznym Uniwersytetu Poznańskiego. Uczestniczył w seminarium prof. Józefa Matuszewskiego. W 1950 został asystentem w Katedrze Historii Prawodawstw Słowiańskich rodzimego wydziału. W 1958 uzyskał stopień naukowy doktora (kandydata nauk) na podstawie opublikowanej w 1956 rozprawy pt. Stanowisko prawne kobiety w polskim prawie ziemskim do połowy XV w. Stopień doktora habilitowanego otrzymał na Wydziale Prawa UAM w 1966 na podstawie dorobku naukowego oraz monografii pt. Kupno renty w średniowiecznej Polsce na tle ówczesnej doktryny i praktyki zachodnioeuropejskiej. W 1967 został docentem, a profesorem nadzwyczajnym w 1981. W 1991 objął stanowisko profesora zwyczajnego. 
W latach 1969–1981 był kierownikiem Zakładu Powszechnej Historii Państwa i Prawa na Wydziale Prawa i Administracji UAM, zaś w latach 1981–1990 kierownikiem Katedry Prawa Rzymskiego i Historii Prawa Sądowego na tym wydziale. Został pochowany na Cmentarzu Junikowo w Poznaniu (pole 9-5-F-25).

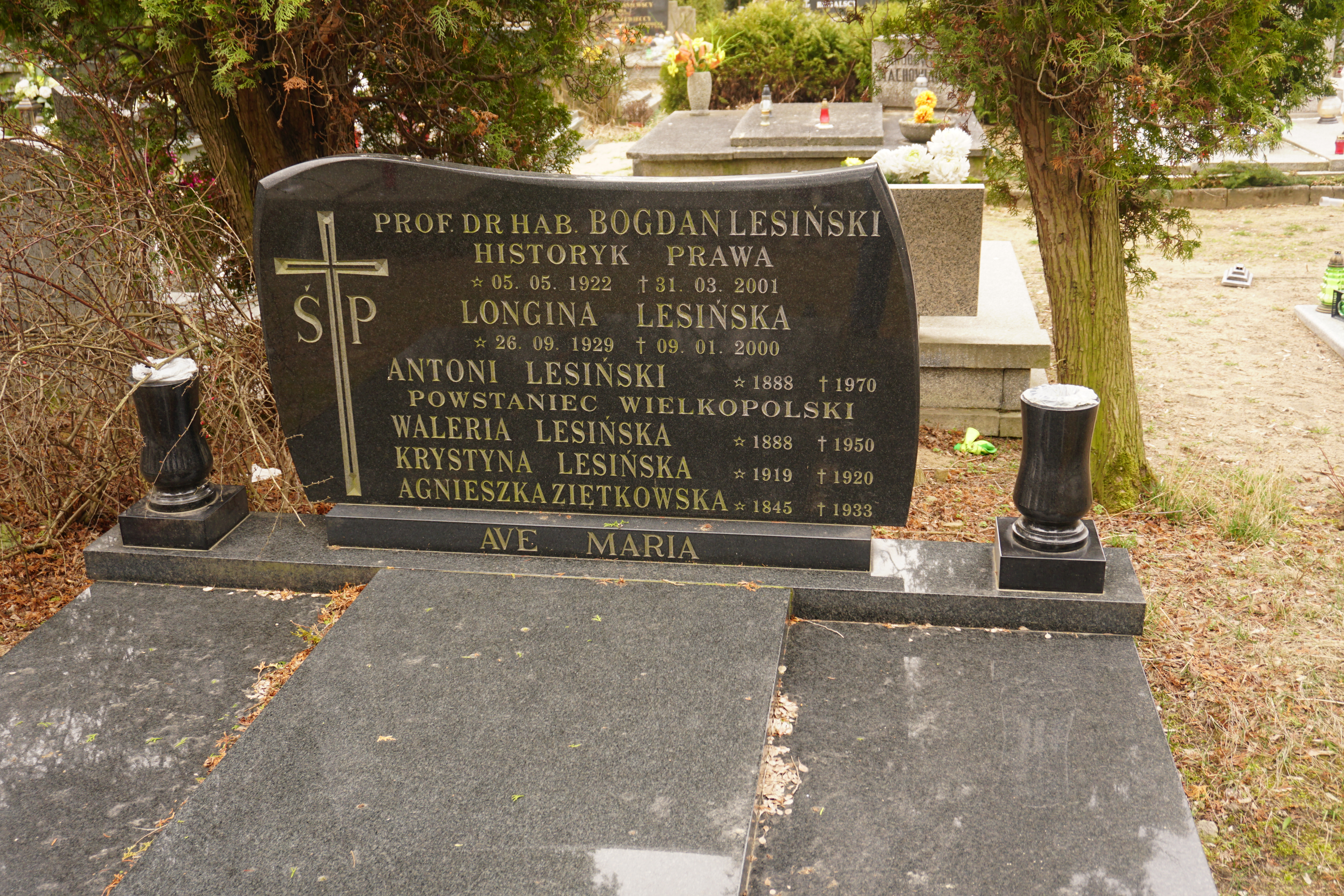
Grób prof. Bogdana Lesińskiego na Cmentarzu Junikowskim